# LY Весов
LY Весов (лат. LY Librae) — одиночная переменная звезда в созвездии Весов на расстоянии (вычисленном из значения параллакса) приблизительно 10522 световых лет (около 3226 парсеков) от Солнца. Видимая звёздная величина звезды — от более +14,5m до +11,3m.

## Характеристики
LY Весов — красная пульсирующая переменная звезда, мирида (M).